# 11184 Postma
11184 Postma este un asteroid din centura principală de asteroizi.

## Descriere
11184 Postma este un asteroid din centura principală de asteroizi. A fost descoperit pe 18 aprilie 1998 la Kitt Peak National Observatory în cadrul proiectului Spacewatch. El prezintă o orbită caracterizată de o semiaxă mare de 3,03 ua, o excentricitate de 0,16 și o înclinație de 12,7° în raport cu ecliptica.